# Джордж Зоттман
Джордж Зоттман (англ. George Zottman, нар. бл. 1867 — пом. 27 липня 1942) — американський стронгмен із Філадельфії. Від його прізвища пішла назва вправи Згинання Зотмана (англ. Zottman Curl), яка спрямована як на біцепси, так і на передпліччя.

## Біографія
Джордж Зоттманнародився 1867 року. На початку своєї кар'єри він працював молочником, але через кілька років став професійним атлетом і почав давати вистави спочатку в музеї монет, а згодом, як цирковий силач, на ярмарках, виставах та міських святах. Коронним трюком Зоттмана був поштовх однією рукою гантелі вагою 80 кг сидячи на стільці, чого з тих пір не вдавалося досягти нікому іншому. Обсяг біцепса у нього становив майже 48 см, а обхват передпліччя — 38 см. У розквіті сил Джордж Зоттман важив 98 кг при зрості 178 см.
До кінця 1890-х він виступав в Театрі на Жирар-авеню. У 1890 році він завоював титул найсильнішого чоловіка Америки. 1896 року газета The Times описала його як «місцевого Геракла», а The Philadelphia Inquirer — як «велетня і найбільшого силача свого часу». Після завершення кар'єри стронгмена Зотман став менеджером театру на Жирар-авеню, поки не вийшов на пенсію в 1932 році. За своє життя Зоттман придбав п'ять об'єктів нерухомості у Філадельфії. На момент смерті його статки оцінювалися в 20 000 доларів. Він помер 27 липня 1942 року. Його стан було розділено між його друзями, місцевої католицької церквою і притулком.

## Згинання Зоттмана

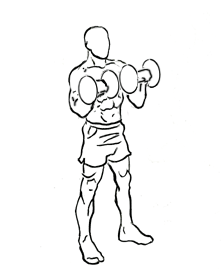
Згинання Зоттмана

В історію бодібілдингу Зоттман увійшов завдяки придуманій ним вправі для рук, яка виконується з гантелями. Згинання Зоттмана — це рідкісна двоходова вправа. Вона починається як звичані згинання рук на біцепс і виконується звичайним прямим хватом. По досягненню прямого кута в ліктях, руки розгортаються долонями вниз (супінуються) і повертаються в початкове положення долонями вниз. Завдяки цьому розвороту в роботу за одну вправу включаються відразу біцепс, брахіалис і м'язи передпліччя.
Згинання Зоттмана належать до силових вправ і виконуються для розвитку сили та витривалості м'язів рук. Сам Джордж Зоттман виконував такі згинання з гантелями вагою в 50 кг і саме їм завдячував своїм надприродним силовим показникам. Рег Парк, один із видатних бодібілдерів 1960-х років, вважав цю вправу однією з найкращих для розвитку силового потенціалу та витривалости біцепсів і регулярно додавав до своєї програми тренування рук.